# DVD-VR
DVD-VR 표준은 DVD-R, DVD-RW 및 DVD-RAM 스타일 미디어(이러한 미디어의 듀얼 레이어 버전 포함)에 비디오를 녹화하기 위한 논리적 형식을 정의한다. DVD+VR 기록 표준으로 기록된 미디어와 달리 결과 미디어는 DVD-비디오와 호환되지 않으며 일부 DVD-비디오 플레이어에서 재생되지 않는다. DVD-R, DVD-RW 또는 DVD-RAM 미디어를 지원하는 시중의 대부분의 DVD 비디오 레코더는 DVD-VR 모드 및 DVD-비디오 호환 모드에서 이러한 미디어에 녹화한다. DVD+R 및 DVD+RW 미디어에서 DVD-VR 형식을 사용할 수 있지만 일부 PC 기반 녹화 유틸리티 외에는 알려진 예가 없다.
이 표준은 1999년 DVD 포럼에 의해 도입되었으며 라이선스는 DVD Format/Logo Licensing Corporation에서 관리한다. 지원되는 각 미디어에 대해 전체 녹화 표준은 물리적 사양(1부), 파일 시스템 사양(2부), 비디오 녹화 사양(3부)의 세 부분으로 구성된다.

## 같이 보기
- VOB
- DVD
- 유니버설 디스크 포맷